# Liponselkä
Liponselkä är en sjö i Finland. Liponselkä är en del av sjön Vanajavesi. Den ligger i Lembois i landskapet Birkaland, i den södra delen av landet, 140 km nordväst om huvudstaden Helsingfors. Liponselkä ligger 73 meter över havet.